# Dibrachys yunnanensis
Dibrachys yunnanensis är en stekelart som beskrevs av Yang 1996. Dibrachys yunnanensis ingår i släktet Dibrachys och familjen puppglanssteklar. Inga underarter finns listade i Catalogue of Life.